# Apteropeda grossa
Apteropoda grossa
Espèce
Synonymes
- †Apteropoda grossa Théobald, 1935

Apteropeda grossa est une espèce fossile d'insectes coléoptères de la sous-famille des Alticinae (famille des Chrysomelidae).

## Classification
L'espèce Apteropeda grossa a été déclarée en 1935 par le paléontologue français Théobald (1903-1981),. 

### Fossiles
L'holotype MNHN.F.R07247, conservé au Muséum national d'histoire naturelle de Paris, vient de la collection de Louis Émile Piton, docteur et paléontologue ami de l'auteur, et vient du lac Chambon dans le département du Puy-de-Dôme en Auvergne.

### Renommage
L'espèce Apteropoda grossa est renommée Apteropeda grossa en 1994 par Jorge A. Santiago-Blay (d),.

### Synonyme
- †Apteropoda grossa Théobald, 1935

## Galerie
- Quelques espèces vivantes du genre Apteropeda.
- Apteropeda orbiculata.
- Apteropeda globosa.

### Publication originale
- [1935] Nicolas Théobald, Taxonomic names, in La faune entomologique des gisements Mio-Pliocènes du Massif Central, vol. (N. S.) 1, coll. « Revue des Sciences Naturelles d'Auvergne », 1935, 65-104 p. (DOI 10.5281/ZENODO.25694)